# Zettemin
Zettemin ist eine Gemeinde im Landkreis Mecklenburgische Seenplatte. Sie liegt nordwestlich von Neubrandenburg und gehörte bis zum 31. Januar 2004 dem Amt Stavenhagen-Land und seit der Fusion mit der Stadt Stavenhagen dem Amt Stavenhagen an, das seinen Verwaltungssitz in der Reuterstadt Stavenhagen hat.

## Geografie und Verkehr
Zettemin liegt etwa zwölf Kilometer südwestlich von Stavenhagen und ungefähr zehn Kilometer südöstlich von Malchin. Die Bundesstraße 194 verläuft östlich der Gemeinde und ist über Jürgenstorf zu erreichen. Durch den Osten des Gemeindegebiets fließt die Ostpeene.

## Ortsteile
Zur Gemeinde gehören die Ortsteile:
- Zettemin
- Carlsruhe
- Rützenfelde

## Geschichte
Geschichte der Enklave

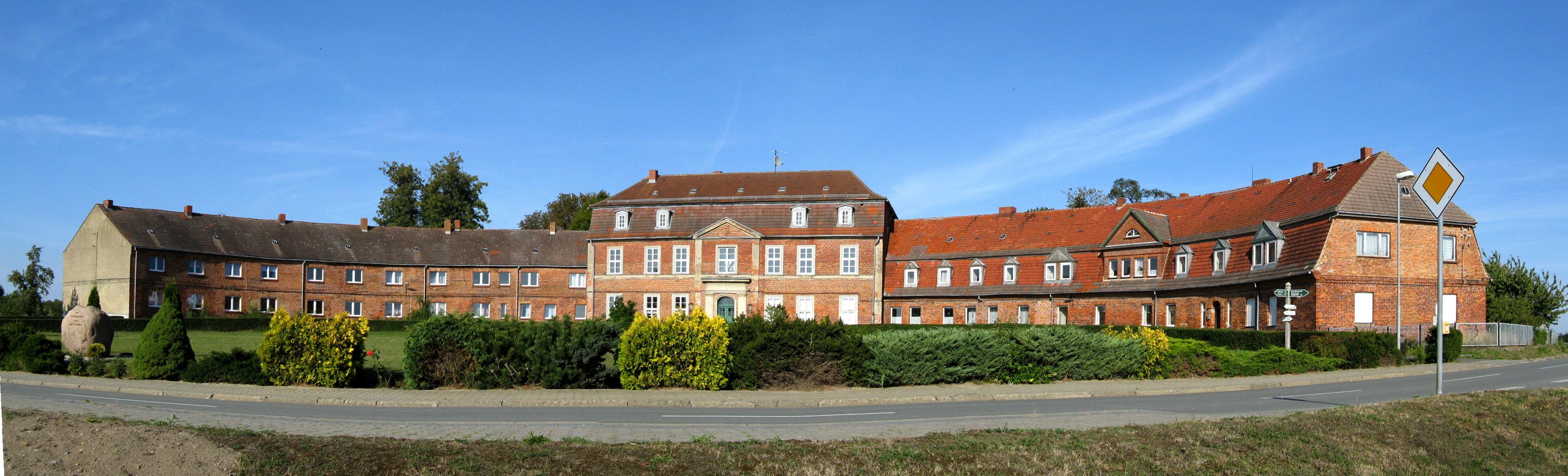
Gutshaus in Zettemin

Die Säben Dörper, zu denen auch Zettemin mit Peenwerder, Carlsruhe und Rützenfelde zählen, waren eine Enklave von zehn Kilometern Länge und bis fünf Kilometern Breite an der Ostpeene, die zum Kreis Demmin und somit zur preußischen Provinz Pommern zählte. Sie waren vom mecklenburgischen Gebiet völlig umschlossen.
Am 1. April 1937 wurde die Enklave durch das Groß-Hamburg-Gesetz vom 26. Januar 1937 in den Kreis Malchin (Mecklenburg) eingegliedert.
Zettemin
Zettemin wurde im Jahr 1261 erstmals urkundlich als zum Kloster Dargun zugehöriges Dorf erwähnt. Aus dieser Zeit stammt auch die Dorfkirche. Eine Wassermühle lag etwas vom Dorf entfernt an der Peene, diese wurde in alten Karten auch als Neue Mühle bezeichnet. Zettemin ist ein lang gestrecktes Straßenangerdorf. Im Jahr 1850 hatte der Ort 310 Einwohner. Das Gutshaus in Zettemin wurde etwa 1750 durch Axel Albrecht von Maltzahn aus Backstein errichtet und bildet mit den angebauten Nebenflügeln eine halbkreisförmige Anlage. Es ist vom Stil her Barock, das Haupthaus „Corps de logis“ ist zweigeschossig und hat sieben Achsen, die Nebenflügel waren ursprünglich eingeschossig, der linke wurde aber später verändert. Der Mittelrisalit des Putzbaus ist dreiecksübergiebelt. Das Gut gehörte ab 1852 der Familie von Heyden und ab Anfang des 20. Jahrhunderts bis 1945 den Grafen von Schwerin, der eine von Heyden geheiratet hatte.
Die Dorfkirche in Zettemin ist eine Feldsteinkirche aus dem 13. Jahrhundert, die in der Zeit der späten Gotik um den Westturm und den nördlichen Gruftanbau erweitert wurde. Die Ausstattung stammt im Wesentlichen aus der Mitte des 19. Jahrhunderts, die restaurierte Barockorgel von 1779 enthält ein Orgelwerk aus der Werkstatt von Matthias Friese. Am 1. Januar 1951 wurde Rottmannshagen eingegliedert. Im Jahr 1972 wurde der Ort jedoch wieder aus- und nach Stavenhagen umgegliedert.
Rützenfelde
Rützenfelde wurde erstmals 1269 urkundlich erwähnt und gehörte ursprünglich zum Gut Zettemin. Am 1. Januar 1951 wechselte Rützenfelde als Ortsteil von Rottmannshagen nach Zettemin. Dort verblieb der Ort auch im Jahr 1972, als Rottmannshagen erneut umgegliedert wurde. Heute ist Rützenfelde nur noch ein Naherholungsort mit einer Bungalowsiedlung.
Carlsruhe
Carlsruhe wurde im Jahr 1799 durch Erbpachtkontrakt gegründet.

## Politik

### Gemeindevertretung und Bürgermeister
Der Gemeinderat besteht (inkl. Bürgermeisterin) aus 6 Mitgliedern. Die Wahl zum Gemeinderat am 26. Mai 2019 hatte folgende Ergebnisse:
| Partei/Bewerber             | Prozent | Sitze |
| --------------------------- | ------- | ----- |
| Wählergemeinschaft Zettemin | 97,71   | 6     |

Bürgermeisterin der Gemeinde ist Kerstin Ahrndt, sie wurde in der Stichwahl am 16. Juni 2019 mit 55,48 % der Stimmen gewählt.

### Wappen, Flagge, Dienstsiegel
Die Gemeinde verfügt über kein amtlich genehmigtes Hoheitszeichen, weder Wappen noch Flagge. Als Dienstsiegel wird das kleine Landessiegel mit dem Wappenbild des Landesteils Mecklenburg geführt. Es zeigt einen hersehenden Stierkopf mit abgerissenem Halsfell und Krone und der Umschrift „GEMEINDE ZETTEMIN • LANDKREIS MECKLENBURGISCHE SEENPLATTE“.

## Sehenswürdigkeiten

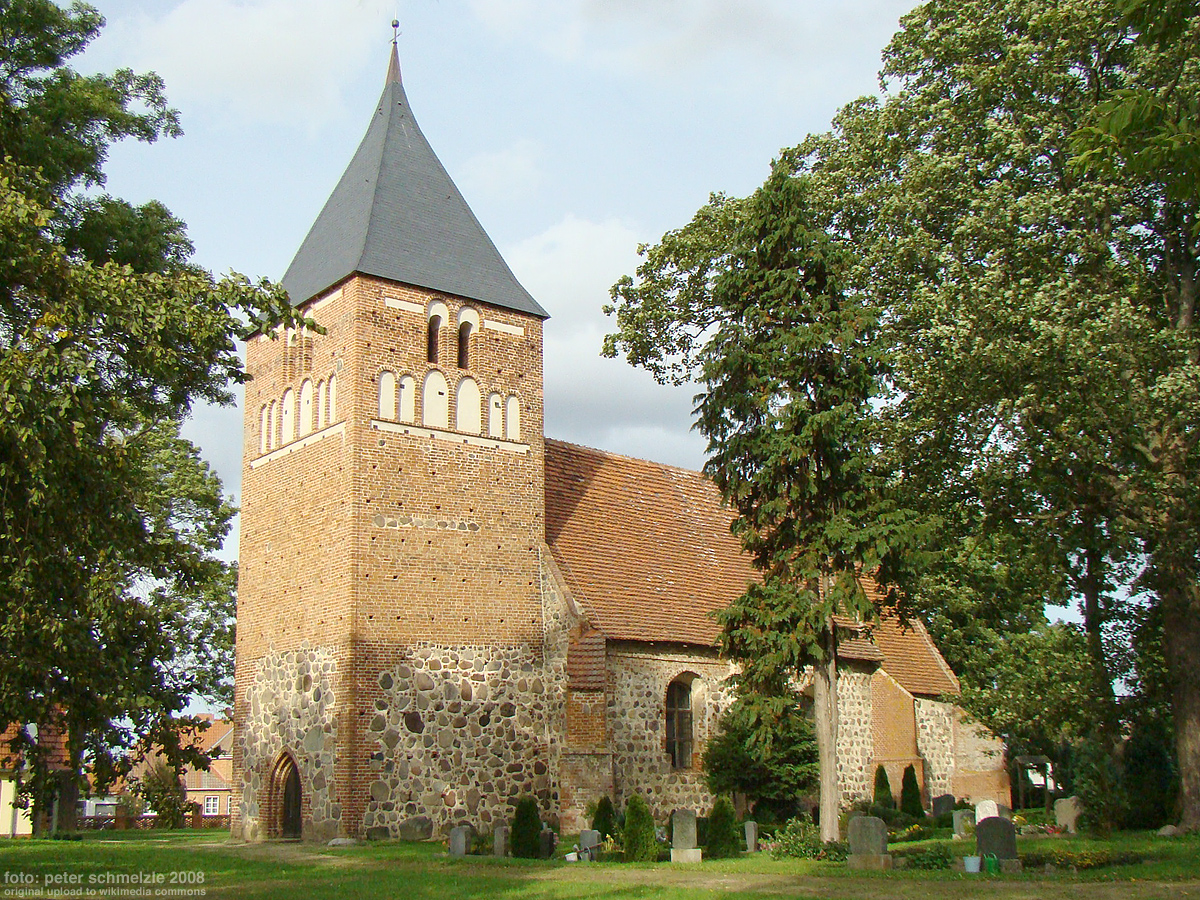
Dorfkirche in Zettemin

→ Siehe auch Liste der Baudenkmale in Zettemin
- Gutshaus Zettemin aus dem 18. Jahrhundert mit Lenné-Park
- Gotische Dorfkirche als Feldsteinkirche vom 13. Jahrhundert in Zettemin
- Naturschutzgebiet Ostpeene mit einer Größe von 138 Hektar.
- Rützenfelder See

## Persönlichkeiten
- Daniel Joachim Köppen (* 1736 in Lübeck; † 1807 in Zettemin), von 1767 bis zu seinem Tod Pastor in Zettemin, Autor und Schulreformer
- Bernhard Schmidt (* 1820 in Zettemin; † 1870 in Niesky), Architektur- und Landschaftsmaler